# Bactrocera scutellata
Bactrocera scutellata är en tvåvingeart som först beskrevs av Friedrich Georg Hendel 1912. 
Bactrocera scutellata ingår i släktet Bactrocera och familjen borrflugor. Inga underarter finns listade.